# Figuerola de Orcau
Figuerola de Orcau es una localidad española del municipio leridano de Isona y Conca Dellá, en la comunidad autónoma de Cataluña.

## Geografía
La localidad está situada al sur de Orcau y al noroeste de Conques. Forma parte del municipio de Isona y Conca Dellá, perteneciente a la comarca catalana del Pallars Jussá,  en la provincia de Lérida.

## Historia
A mediados del siglo XIX, la localidad, por entonces con ayuntamiento propio, contaba con una población de 585 habitantes. Aparece descrita en el octavo volumen del Diccionario geográfico-estadístico-histórico de España y sus posesiones de Ultramar de Pascual Madoz de la siguiente manera: 

FIGUEROLA DE ORCAU: v. con ayunt. en la prov. de Lérida (18 leg.), part. jud. y oficialato de Tremp (3), aud. terr. y c. g. de Cataluña (Barcelona 37), dióc. de Urgel (14): sit. en una pequeña colina, combatida por todos los vientos que la perjudican notablemente: su clima es bastante frio y se padecen intermitentes, especialmente durante el periodo que se come fruta. Tiene sobre 120 casas de piedra y argamasa, las 100 de esta clase y las restantes de barro; todas de mala construccion, formadas algunas de 2 altos, distribuidas en varias calles pendientes á la entrada y un poco mas llanas hacia el pueblo, con una plaza cuadrilonga en este punto, formada de portales con dirección á mediodía; todas empedradas aunque necesitan recomponerse: hay casa de ayunt., cárcel, y una escuela de primeras letras, dotada con 1,920 rs., á la cual concurren unos 25 niños; la igl. parr. (Sta. Marta), está servida por un cura de nombramiento de S. M. y del diocesano según los meses, y siempre en concurso general; esta igl. fué fundada en 1524 y reedificada en 1692, y es de escaso mérito y poco gusto. Al E. de la v., á muy corta dist. se halla una ermita ó capilla, dedicada á la virgen del Prado, hermosa, aunque muy reducida; el cementerio está también estramuros de la pobl. en parage bien sit.; y contiguo á la misma, en dirección SE., se encuentra una hermosa y abundante fuente de escelente agua, con su lavadero y abrevadero de ganados; y á tiro de fusil se halla otra que se dice mineral por los efectos que produce, aunque no se ha hecho el análisis químico de las sales que contiene; se estiende el térm. 1 hora de N. á S., y 3/4 escasos de E. á O. Confinando N. con el de Orcau; E. con los de Bastus y Conques; S. con este último, y O. con el de Aransis. El terreno es bastante llano, las dos terceras partes flojo y de mala calidad, que apenas produce el 3 por 1 de semilla; y una tercera parte de mediana calidad que da el 4 y 5 por 1: hay varios huertos donde se cultivan hortalizas para el consumo del vecindario, que se riegan de unos estanques llamados de San Bortomeu, y las aguas sobrantes de las fuentes públicas que hemos indicado: se encuentra algún arbolado diseminado por la jurisd., consistente en un escaso plantío de moreras y encinas, robles y árboles frutales de varias clases; el monte mas notable é inmediato á la pobl. es el de Conques, que se halla al E. de Figuerola. caminos: cruzan 2, uno de la parte alta de la Conca de Tremp, y otro de la alta montaña, y ambos se reúnen en esta v. dirigiéndose á Cervera, Barcelona y toda la tierra baja. El correo: se recibe de la adm. subalterna de Tremp 3 veces á la semana, por un encargado que mandan á recogerla, prod.: trigo, centeno, cebada, avena, habas, maíz, cáñamo, judias, frutas de varias clases, y especialmente vino y seda; se cria ganado lanar, y se mantiene el vacuno, mular y asnal preciso para la labranza; hay caza de perdices, liebres, conejos y codornices. artes é ind.: de las primeras hay las indispensables para atender á las necesidades de la pobl., y respecto á la segunda consiste en un molino harinero, á que dan impulso las aguas de las fuentes espresadas, que se reúnen en una balsa cuando no son necesarias para el riego, y una fáb. de aguardiente; con mas un molino aceitero sin movimiento, desde 1827 en que el frio mató los olivos. comercio: venta y esportacion de los frutos sobrantes que cosechan á los arrieros que van á la pobl. y en los mercados de Isona y Tremp, donde se proveen de los géneros y art. deque carecen. pobl.: 97 vec., 585 almas. cap. imp.: 84,082 rs. contr.: el 14,28 por 100 de esta riqueza. presupuesto municipal 2,000 rs. que se cubren con el producto de propios consistentes en el arriendo del molino harinero, el meson, la tienda, panadería y taberna. En esta pobl., á principios de diciembre de 1833, se creó un tercio de compañia de M. N. voluntaria, que durante los 7 años de guerra civil prestó servicios de la mayor importancia, habiendo demostrado en varias ocasiones de riesgos y peligros un valor y arrojo admirables; cuyas circunstancias nos obligan á consignarlo en este sitio como un suceso digno de trasmitirlo á la posteridad y á los descendientes de los que se distinguieron y prestaron tan buenos y señalados servicios á S. M. la Reina, Ntra. Sra., y á las instituciones que felizmente rigen.
(Madoz, 1847, p. 96)

## Demografía
| Gráfica de evolución demográfica de Figuerola de Orcau entre 1842 y 1960 |
| |
| Población de derecho según los censos de población del INE Población de hecho según los censos de población del INEEntre el censo de 1970 y el anterior, este municipio desaparece porque se integra en el municipio 25115 (Isona y Conca d'Alla) |

En el censo de 1910 su población ascendía a 529 habitantes y en el de 1920 a 515 habitantes. El municipio de Figuerola de Orcau desapareció en 1970, al fusionarse con los de Benavent de Tremp, Conques, Isona, Orcau y Sant Romá de Abella para dar lugar al nuevo término municipal de Conca d'Alla, que en 1984 cambió su nombre por el de Isona i Conca Dellà. En 2021, la entidad singular de población tenía 169 habitantes censados y el núcleo de población 155 habitantes.